# アンベプッサ
アンベプッサ（シンハラ語: අඹේපුස්ස）は、スリランカ、サバラガムワ州ケーガッラ県にある町。

## 歴史
この町に開設されたアンベプッサ駅は、1864年12月にスリランカで初めて鉄道が走行した区間の終点にあたる。その翌年10月からは10両編成の旅客列車がコロンボ・フォート駅から運行されるようになった。
また国内最古の宿泊施設であるアンベプッサ・ホテル（旧称：アンベプッサ・レストハウス）跡がある。この施設はコロンボとキャンディを結ぶ道路建設の際、土木技師の宿泊施設として1822年に建設された。その後1828年にオランダ様式のレストハウスに改装され、利用された。

## 地理
コロンボからは北東に59km、キャンディからは西に57km、県都ケーガッラからは西に34kmの位置にある。

## 交通
幹線道路である国道A1号線、A6号線がそれぞれ通っている。また北東7kmの位置にメインラインのアンベプッサ駅があるが、駅自体はガンパハ県に位置している。